# Саманта Егар
Саманта Егар (на английски: Samantha Eggar) е британско-американска актриса. 

## Биография
Виктория Луиза Саманта Мария Елизабет Тереза Егар  е родена на 5 март 1939 година  в Хампсет, Лондон, Великобритания. Баща и е Ралф Алфред Джеймс (британски военен) и майка и Мюриел Олга Палаче-Бума, от холандски и португалски произход.  Скоро след нейното раждане семейството ѝ се премества в провинциалния град Бледлоу, Бъкингамшър, където прекарва детството си по време на Втората световна война. 
Егар е възпитана като католичка и получава образование в манастира „Сейнт Мерис Провидънс“ в Уокинг, Съри. Размишлявайки за времето си в манастирското училище, Егар казва: „Монахините не са имали прекалено голям успех с мен - винаги съм имала насилствен нрав. Всъщност веднъж едва не убих една от монахините.“  На 16 години тя започва да носи името Саманта.  Въпреки че проявява интерес към актьорството в млада възраст, родителите ѝ я призовават да не се занимава с театър. Предложена ѝ е стипендия за „Кралска академия за драматично изкуство“, но вместо това учи мода в продължение на две години в училището по изкуства Танет (Thanet School of Art). След завършване на обучението си тя се записва в Академията за драматично изкуство Уебър Дъглас (Webber Douglas Academy of Dramatic Art) в Лондон. 

### Кариера
Саманта Егар се изявява като театрална артистка на сцена, в телевизията, и като дублираща гласова актриса. В началото на кариерата участва в шекспиров театър. Тя се прочува с изпълнението си във филма на ужасите на Уилям Уайлър „Колекционерът“ (1965), който ѝ носи награда „Златен глобус“ за най-добра актриса в драма и номинация за „Оскар за най-добра женска роля“.
По-късно се появява като Ема Феърфакс в „Доктор Долитъл“ (1967) и американската драма „Моли Магуайърс“ (1970). В началото на 1970-те години Егар се премества в САЩ и Канада, където по-късно участва в няколко филма на ужасите, включително „Мъртвите са живи“ (1972), „Тайнственото“ (1977) и култовия трилър на Дейвид Кронънбърг „Потомството“ (1979).
Егар е работила и като гласова актриса, като богинята Хера в „Херкулес“ на Уолт Дисни (1997), и е дала гласа си на няколко видеоигри, включително „Габриел Найт 3: Кръв на свещеното“, „Кръв на проклетите и 007: Нощен огън“. Нейната работа в телевизията включва роли в „Фантастичен остров“ и ролята като Шарлот Деван в сапунената опера „Всички мои деца“ (2000). 

### Личен живот
През 1964 г. тя се омъжва за актьора Том Стърн, имат две деца: филмовият продуцент Николас Стърн (р. 1965),  и актрисата Джена Стърн (р. 1967).  Саманта Егар и Том Стърн се развеждат през 1971 година.
Егар притежава двойно британско и американско гражданство.  Тя е пенсионер и живее в Лос Анджелис.

## Избрана филмография
| година | филм     | оригинално заглавие | роля | режисьор     |
| ------ | -------- | ------------------- | ---- | ------------ |
| 1997   | Херкулес | Hercules            | Хера | Рон Клемънтс |